# Muggenhof

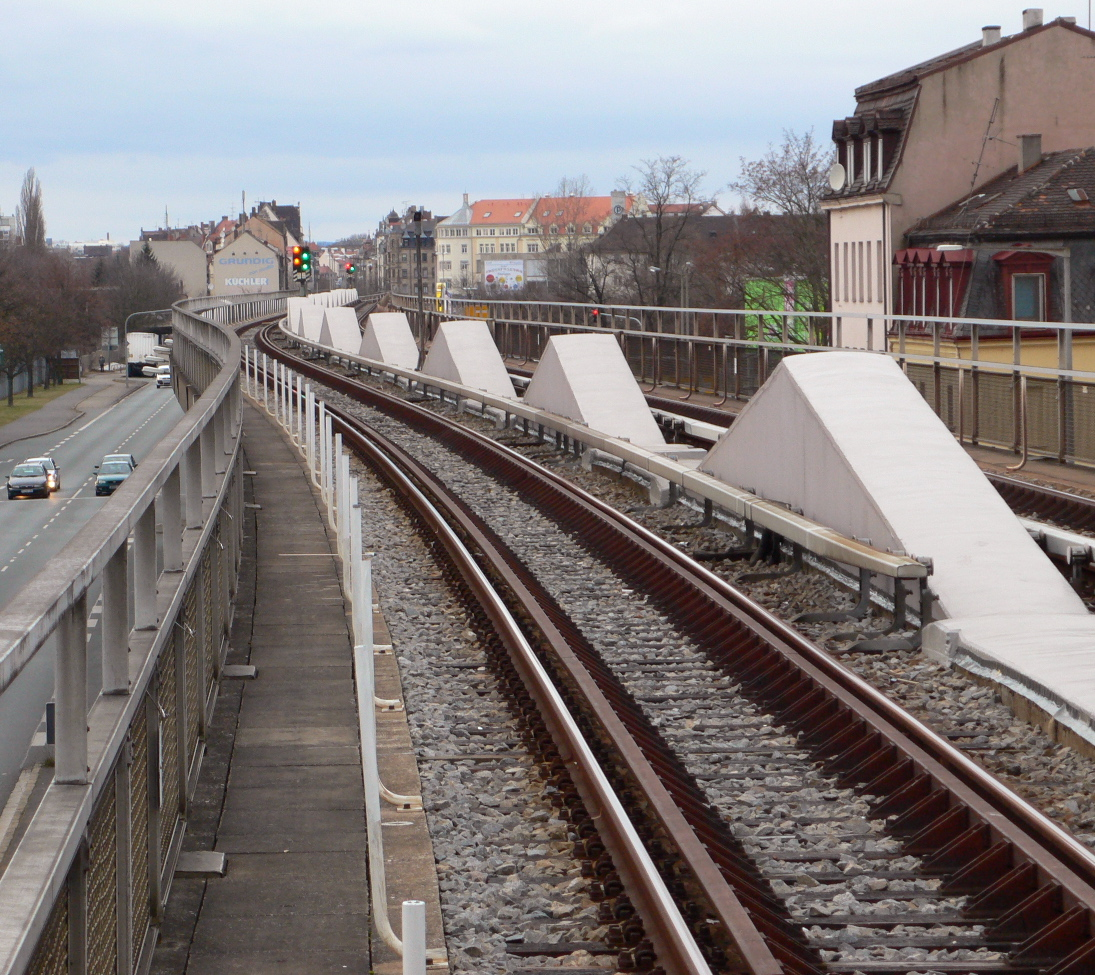
Dooser Hochbahn in Muggenhof

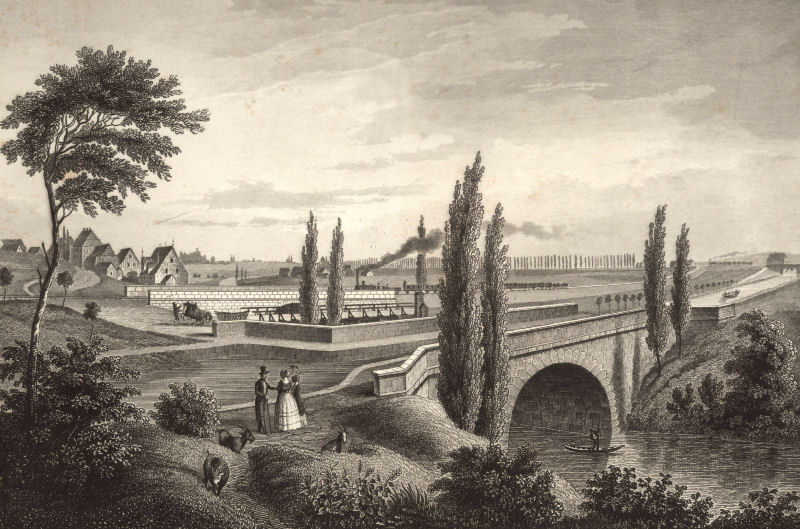
Dooser Brücke des Ludwigskanal über die Pegnitz (ca. 1845)

Muggenhof ist ein Stadtteil in der Weststadt von Nürnberg und wird heute als statistischer Bezirk 65 geführt.

## Lage
| Stadtgrenze (Fürth) | Schniegling                                 |              |
|                     | Kompassrose, die auf Nachbargemeinden zeigt |              |
| Leyh                |                                             | Eberhardshof |

| \| \| Schniegling \| Westfriedhof \| \| \| \| Eberhardshof \| \| \| Höfen \| Gaismannshof \| |                                             |              |
|                                                                                              | Schniegling                                 | Westfriedhof |
|                                                                                              | Kompassrose, die auf Nachbargemeinden zeigt | Eberhardshof |
|                                                                                              | Höfen                                       | Gaismannshof |

|  | Schniegling                                 | Westfriedhof |
|  | Kompassrose, die auf Nachbargemeinden zeigt | Eberhardshof |
|  | Höfen                                       | Gaismannshof |

| Stadtgrenze (Fürth) | Schniegling                                 |              |
|                     | Kompassrose, die auf Nachbargemeinden zeigt |              |
| Leyh                |                                             | Eberhardshof |

| \| \| Schniegling \| Westfriedhof \| \| \| \| Eberhardshof \| \| \| Höfen \| Gaismannshof \| |                                             |              |
|                                                                                              | Schniegling                                 | Westfriedhof |
|                                                                                              | Kompassrose, die auf Nachbargemeinden zeigt | Eberhardshof |
|                                                                                              | Höfen                                       | Gaismannshof |

|  | Schniegling                                 | Westfriedhof |
|  | Kompassrose, die auf Nachbargemeinden zeigt | Eberhardshof |
|  | Höfen                                       | Gaismannshof |

## Geschichte
Der Weiler „Mugenhoff“ wurde 1377 erstmals urkundlich erwähnt. Ein erstes Gehöft wurde aber schon im 11. oder 12. Jahrhundert angelegt.
Der erhaltene historische Teil des Weilers genießt heute Ensembleschutz. Der ältesten Wirtschaft im Ort, der sogenannten „Erbschänke“, deren Wurzeln bis ins 15. Jahrhundert zurück reichten, wurde 1510 von Kaiser Maximilian I. das Schenkrecht beurkundet, was zu einem Jahrhunderte andauernden Rechtsstreit mit der Stadt Nürnberg führte, die bereits 1464 von Friedrich III. ein Erbschankrecht auch für den Umkreis erhalten hatte.
Gegen Ende des 18. Jahrhunderts gab es in Muggenhof 6 Anwesen. Das Hochgericht übte das brandenburg-ansbachische Oberamt Cadolzburg aus, was aber von der Reichsstadt Nürnberg bestritten wurde. Die Dorf- und Gemeindeherrschaft hatten das Landpflegamt Nürnberg und das Rittergut Neudorf gemeinsam inne. Grundherren waren das Rittergut Neudorf (2 Höfe, 2 Halbhöfe, 1 Wirtshaus) und der Nürnberger Eigenherr von Petz (1 Gut).
1796 ging Muggenhof an Preußen und 1806 an Bayern. Von 1797 bis 1808 unterstand der Ort dem Justiz- und Kammeramt Cadolzburg. Im Rahmen des Gemeindeedikts wurde Muggenhof dem 1808 gebildeten Steuerdistrikt Höfen und der im selben Jahr gegründeten Ruralgemeinde Höfen zugeordnet. In der freiwilligen Gerichtsbarkeit unterstanden 3 Anwesen bis 1809 dem Patrimonialgericht Neudorf.
Durch Muggenhof führte seit 1835 die erste deutsche Eisenbahn. Der Bahnhof Nürnberg-Doos war noch bis 1991 in Betrieb. Am 1. Januar 1899 wurde Muggenhof nach Nürnberg eingegliedert.

### Baudenkmäler
- Wohnstall- und Bauernhäuser
- Mietshäuser
- Straßenbahn-Hauptwerkstätten

### Einwohnerentwicklung
| Jahr      | 001818 | 001840 | 001861 | 001871 | 001885 | 001900 |
| Einwohner | 37     | 66     | 75     | 130    | 778    | 1586   |
| Häuser    | 9      | 10     |        |        | 59     | 79     |
| Quelle    | [ 10 ] | [ 11 ] | [ 12 ] | [ 13 ] | [ 14 ] | [ 15 ] |

## Religion
Der Ort ist seit der Reformation evangelisch-lutherisch geprägt und war ursprünglich nach St. Michael (Fürth) gepfarrt.

## Einrichtungen
Die Nürnberger Stadtentwässerung betreibt das Klärwerk 1 an der Pegnitz, das 1931, als Kläranlage Nord, seinen Betrieb aufnahm.
Mit der Zentrifuge gibt es seit 2008 auf dem ehemaligen AEG-Gelände einen Ort für Kunstausstellungen und kulturelle Veranstaltungen.
Auf dem ehemaligen AEG-Gelände befindet sich auch das KUF-Kulturbüro Muggenhof. Ein Kulturzentrum ist geplant. Seit 2012 befindet sich auch der Energie Campus Nürnberg auf dem ehemaligen AEG-Gelände.